# Ефект туману

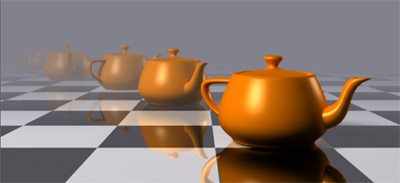
Приклад дистанційного туману.

Відстань (ефект) туману — техніка, що використовується в 3D-комп’ютерній графіці для посилення сприйняття відстані шляхом різного затінення віддалених об’єктів. 
Оскільки багато фігур у графічних середовищах відносно прості, а складні тіні важко відтворити, багато графічних двигунів використовують градієнт " туману ", тому об'єкти, що знаходяться далі від камери, поступово все більше затемнюються серпанком та повітряною перспективою.  Ця техніка імітує ефект розсіяння світла, через що більш віддалені об'єкти здаються нижчими на відміну від них, особливо в зовнішніх умовах.
Видимість у природному серпанку зменшується експоненційно, а не лінійно, з відстанню через розсіювання. Колір світла, що розсіюється на оглядовий шлях, впливає на колір серпанку; блакитний під блакитним небом, червонуватий біля заходу сонця, як у альпенглу. Ці більш тонкі деталі представлені в деяких графіках.
"Затуманення" — це ще одне використання дистанційного туману в іграх середини і кінця 1990-х, коли обробної потужності було недостатньо для надання далеких оглядових відстаней, і використовувалося відсікання. Відсікання може бути дуже відволікаючим, оскільки шматочки багатокутників миттєво мерехтять всередину та поза зором, і, застосовуючи туман середньої відстані, обрізані багатокутники будуть здаватися на достатньо далекій відстані, щоб затуляти їх туман, затухаючи коли гравець наближався.  Ефект широко використовувався, причому Turok: Dinosaur Hunter, Bubsy 3D, Star Wars: Rogue Squadron, Spider-Man, GoldenEye 007, Pro Skater Tony Hawk і Superman 64 — лише кілька ігор для його використання. Сайлент Хілл унікально працював, запотіваючи сюжетну гру, причому однойменне місто поглинається щільним шаром туману в результаті того, що гравець потрапляє в альтернативну реальність. Застосування туману було настільки добре сприйняте як атмосферна техніка, що воно з’явилося в кожному продовженні гри, незважаючи на вдосконалену технологію, що заперечує це як графічну необхідність.